# Warwick Estevam Kerr
Warwick Estevam Kerr (1922–2018) byl brazilský vědec, agrotechnik, genetik, entomolog a profesor, významný svými objevy v genetice a určování původů včel. 

Kerry a jeho tým je zodpovědný za zavlečení afrikanizované včely na západní polokouli. Afrikanizované včely pochází z 26 včelích matek středoafrických včel (Apis mellifera scutellata), které náhodně vypustil hostující včelař v roce 1957 v Rio Claro, São Paulo na jihovýchodě Brazílie z úlů provozovaných Kerrem, kde křížil včely medonosné z Evropy a jižní Afriky.

## Životopis
Kerry se narodil v roce 1922 v Santana do Parnaíba, São Paulo, Brazílie. Rodina Kerryových pocházela ze Skotska a emigrovala přes Spojené státy do Brazílie. Přestěhovali se do Pirapora do Bom Jesus, São Paulo, v roce 1925. Navštěvoval střední školu a přípravný kurz na Mackenziho Presbyteriánské Univerzitě v São Paulu a následně byl přijat na Vysokou školu zemědělství - Univerzita São Paulo v Piracicaba, kde vystudoval agrotechniku. Od března 1975 do dubna 1979 se Kerry přestěhoval do Manaus, Amazonas, jako ředitel Národního institutu pro výzkum Amazonie (INPA), výzkumného ústavu Národní rady pro vědecký a technologický rozvoj (CNPq). Oficiálně odešel z univerzity v São Paulu do důchodu v lednu 1981, ale ne z vědeckého života. Přesně na jedenáctý den v důchodu přijal místo řádného profesora na Universidade Estadual do Maranhão v São Luís, stát Maranhão, kde se stal odpovědným za vytvoření katedry biologie a krátkou dobu (1987–1988) působil také jako děkan univerzity. V únoru 1988 se přestěhoval na Universidade Federal de Uberlândia v Uberlândia ve státě Minas Gerais jako profesor genetiky.  

## Vědecký přínos
Jeho vědecké působení začalo v Piracicaba, kde získal doktorát (D.Sc.) a později byl odborným asistentem. V roce 1951 absolvoval postdoktorandské studium jako hostující profesor na Kalifornské univerzitě v Davisu a v roce 1952 na Kolumbijské univerzitě, kde studoval u slavného genetika Theodosia Dobzhanského.
V roce 1958 byl pozván profesorem Diasem da Silveira, aby pomohl při organizaci katedry biologie na Faculdade de Ciências do Rio Claro, nově vytvořené Státní univerzity São Paulo UNESP, kde zůstal až do roku 1964, řídil výzkumnou skupinu genetiky včel, která byla jeho hlavní specializací. V letech 1962 až 1964 působil jako vědecký ředitel organizace nově vytvořené Státní výzkumné nadace São Paulo (FAPESP).
V prosinci 1964 přijal místo řádného profesora genetiky na lékařské fakultě v Ribeirão Preto na univerzitě São Paulo při vytváření nové katedry genetiky. V této funkci Kerr založil výzkumné centrum excellence, zaměřené na oblasti entomologické genetiky a lidské genetiky, které vyškolilo mnoho magisterských a doktorandských studentů. Součástí katedry byla nová oblast výzkumu a výuky, matematická biologie a biostatistika. Byl průkopníkem v používání počítačů v biologii a medicíně, zejména pro genetiku aplikovanou na chov zvířat.
Ve všech těchto pozicích nikdy nezastavil svůj výzkum neotropických včel (Meliponini, zejména rodu Melipona), které jsou často vystaveny predátorské těžbě místních sběračů medu (v portugalštině meleiros). Kerr se stal známým pro svůj výzkum hybridizace včely středoafrické (Apis mellifera scutellata) a včely vlašské (Apis mellifera ligustica). Kerr publikoval 620 vědeckých prací na různá témata. Kromě toho, že byl členem Brazilské akademie věd, byl také zahraničním spolupracovníkem Národní akademie věd Spojených států amerických a Akademie věd zemí třetího světa. Byl přijat prezidentem Itamarem Francem do Národního řádu za vědecké zásluhy v roce 1994.